# Розкажи, як ти живеш
«Розкажи, як ти живеш» (англ. Come, Tell Me How You Live) — автобіографічна книга англійської письменниці Агати Крісті. Була видана у Великій Британії видавництвом «William Collins and Sons» в листопаді 1946 року, і у США видавництвом «Dodd, Mead and Company» у тому ж році.

## Особливості
Перша думка про написання цієї книги прийшла до неї у 1938 році. Вона написала цю книгу, ностальгуючи за тими часами, коли вона зі своїм чоловіком Максом була у Сирії.